# 玛瑙果科
玛瑙果科又名透镜籽科，共有2属10种，分布在美洲温暖地区，包括美国西南，拉丁美洲的热带和亚热带地区。
本科植物为小乔木或灌木；单叶互生，无托叶；花小，绿色，花瓣4-5；果实为浆果，每个浆果只有一粒种子，种子呈凸透镜形状。
以前的分类法将其分入商陆科，1981年的克朗奎斯特分类法认为应该单独分出一个科，放在石竹目中，1998年根据基因亲缘关系分类的APG 分类法和2003年经过修订的APG II 分类法维持原分类。